# 纳赛尔·多萨里
纳赛尔·多萨里（英語：Nasser Eissa Shafi Al-Dawsari，1998年12月19日—）是沙特阿拉伯的职业足球运动员，司职中场，现效力于沙特阿拉伯职业足球联赛的希拉尔，他也代表沙特阿拉伯国家足球队。

## 荣誉
- 沙特阿拉伯职业足球联赛（4）：2017-18、2019-2020、2020-2021、2021-2022
- 沙特國王盃（1）：2019-20
- 沙特超级盃（2）：2018、2021
- 亚足联冠军联赛（2）：2019、2021